# Vi de la terra Serra de Tramuntana-Costa Nord
El Vi de la terra Serra de Tramuntana-Costa Nord és una indicació geogràfica utilitzada per designar els vins tradicionals de la comarca vinícola de Mallorca, situada al nord-oest de l'illa entre el cap de Formentor i la costa sud-oest d'Andratx. Està integrada per 18 municipis.

## Història
L'activitat vitivinícola de la comarca possiblement es va iniciar amb l'assentament romà a l'illa de Mallorca. En la ciutat romana de Pollentia (avui Pollença) els romans desenvoluparen una important tasca vitícola amb excavacions en el sòl de marès on després d'emplenar-les amb terra vermella es plantaven els ceps.
En el segle xiv, el rei Martí I va eximir del pagament d'impostos la producció de vi al municipi d'Alcúdia, determinant que la vinya es convertís en el monocultiu del municipi i iniciant un important comerç marítim dels vins de la zona.
Especial tradició té el vi de malvasia. Els primers ceps d'aquesta varietat possiblement arribaren a la comarca cap al segle xv o XVI, segurament procedents d'Itàlia. Hi ha referències de l'arxiduc Lluís Salvador sobre el conreu de malvasia, valorant el vi d'aquesta varietat a les taules reials i episcopals, sense oblidar la seva presència a les dels mallorquins benestants dels passats segles. És un vi elogiat per escriptors i poetes, com per exemple Maria Antònia Salvà.
El segle xix fou el de màxima esplendor del cultiu de la vinya i de la producció de vi a la comarca. D'aquesta època hi ha constància de més de 400 ha de vinya tan sols al municipi de Pollença. L'any 1862 feu acte de presència la plaga de la fil·loxera a França, obligada a la importació massiva de vins. Aquest fet, juntament amb els bons preus i la facilitat de venda del mercat francès determinaren una important extensió de la vinya. D'aquesta època cal destacar les importants exportacions de vins de la zona, pels ports d'Alcúdia i Palma cap a França.
L'any 1891 aparegué la fil·loxera a la comarca, deixant abatudes les vinyes de la zona. Aquest fet i els incentius aportats per subvencions comunitàries per arrabassar multitud de vinyes, han dificultat terriblement la recuperació de l'activitat vitivinícola.
Als anys noranta, viticultors i vinicultors de la zona reactivaren el sector. L'esforç d'aquestes persones i les condicions geoclimàtiques de la zona han permès obtenir uns vins de característiques singulars. L'any 2002 es regulà la utilització de la menció "Vi de la terra Serra de Tramuntana - Costa Nord" mitjançant l'Ordre del conseller d'Agricultura i Pesca.

## Geografia
La Serra de Tramuntana està formada per tres plecs superposats, constituïts per calcàries del Juràssic, margues del Triàsic i calcàries i margues del Miocè. El sòls són de tipus bruns o bruns calcaris. La Serra de Tramuntana i la costa nord marquen l'orografia de la zona, i a la vegada donen nom a la comarca vitivinícola. Ambdues zones es caracteritzen pel contrast entre les muntanyes, de més de 1.000 m, i les valls localitzades entre les muntanyes. Aquesta orografia permet la producció de raïm a un microclima diferenciat, caracteritzat per pluges concentrades a la tardor i a l'hivern, i estius de temperatures moderades.

## Vinya
Les pràctiques de cultiu emprades són les tradicionals i la densitat de plantació no ha de ser superior a 5.500 ceps per hectàrea.
El nombre màxim d'ulls per hectàrea és de 33.000 i la producció màxima per hectàrea queda limitada a 9.000 kg. La verema es du a terme assegurant una graduació alcohòlica volumètrica natural mínima del 12% en volum per a les varietats blanques i del 12,5% en volum per a les varietats negres.
S'apliquen les pressions adequades per extreure el most, de manera que el rendiment no sigui superior a 70 litres de vi per cada 100 kg de raïm.

## Vins
Dels vins blancs destaquen els varietals de malvasia i els de chardonnay. Els vins de malvasia es caracteritzen pel seu potencial aromàtic, predominen les fruites, amb records de pera i meló; són vins secs, frescs, consistents, complexos i ben estructurats. Els vins de chardonnay són vins aromàtics, amb records de fruites tropicals; en boca són molt agradables i equilibrats, amb un final llarg i persistent. Les varietats de vi blanc utilitzades són malvasia, moscatell, moll, parellada, macabeu, chardonnay i sauvignon blanc.
Els vins negres són tradicionalment varietals, procedents de ceps nobles com el cabernet sauvignon i el merlot. Són vins de color molt intents i tanins potents, aptes per a la criança. Presenten aromes perfumades que sovintegen la pruna i la cirera madura, amb tons de figa i de pansa.
Les varietats de vi negre utilitzades són cabernet sauvignon, merlot, sirà, monestrell, ull de llebre, callet i manto negre.
La graduació alcohòlica mínima és: vi blanc 12,0°, vi rosat 12,5° i vi negre 12,5°. L'acidesa total mínima ha de ser de 4,5 g per litre d'àcid tàrtric i l'acidesa volàtil no pot ser superior a 0,8 g per litre, expressada en àcid acètic.
El control i la certificació són efectuats per la Direcció General d'Agricultura.